# Matthias Jacob
Matthias Jacob (ur. 2 kwietnia 1960 w Tambach-Dietharz) – niemiecki biathlonista reprezentujący NRD, brązowy medalista igrzysk olimpijskich i wielokrotny medalista mistrzostw świata.

## Kariera
Pierwsze sukcesy osiągnął w 1980 roku, zdobywając srebrne medale w biegu indywidualnym i sprincie podczas mistrzostw świata juniorów w Sarajewie. Szybko zadebiutował w Pucharze Świata, zajmując trzecie miejsce w biegu indywidualnym 18 stycznia 1980 roku w Ruhpolding. Wyprzedzili go tam jedynie dwaj rodacy: Klaus Siebert i Eberhard Rösch. W kolejnych startach jeszcze 13 razy stawał na podium, odnosząc przy tym pięć zwycięstw. Czterokrotnie triumfował w sprincie: 30 stycznia 1982 roku w Ruhpolding, 6 marca 1982 roku w Lahti, 1 lutego 1986 roku w Oberhofie i 15 marca 1986 roku w Boden, a jeden raz był najlepszy w biegu indywidualnym: 12 marca 1987 roku w Lillehammer. Triumf w Lillehammer był jednocześnie jego ostatnim podium w zawodach tego cyklu. Najlepsze wyniki osiągnął w sezonie 1981/1982, kiedy był drugi w klasyfikacji generalnej, plasując się między swym rodakiem – Frankiem Ullrichem, a Kjellem Søbakiem z Norwegii. Ponadto w sezonie 1985/1986 był trzeci, za kolejnym reprezentantem NRD – André Sehmischem i Peterem Angererem z RFN.
W 1981 roku wystąpił na mistrzostwach świata w Lahti, gdzie wspólnie z Mathiasem Jungiem, Frankiem Ullrichem i Eberhardem Röschem zwyciężył w sztafecie. Zajął tam również siódme miejsce w biegu indywidualnym oraz piąte w sprincie. W sztafecie zdobył jeszcze pięć medali: srebrne podczas mistrzostw świata w Anterselvie w 1983 roku, mistrzostw świata w Ruhpolding w 1985 roku i rozgrywanych rok później mistrzostw świata w Oslo oraz brązowy na mistrzostwach świata w Lake Placid w 1987 roku. W 1987 roku zdobył też jedyny indywidualny medal mistrzostw świata, kończąc rywalizację w sprincie na drugiej pozycji. Rozdzielił tam na podium Franka-Petera Roetscha i André Sehmischa. Był też między innymi czwarty w biegu indywidualnym na mistrzostwach świata w Mińsku w 1982 roku oraz mistrzostwach świata w Oslo cztery lata później. Walkę o medal przegrał odpowiednio z Norwegiem Terje Krokstadem i Austriakiem Alfredem Ederem. Ponadto wywalczył brązowy medal w tej konkurencji podczas igrzysk olimpijskich w Sarajewie w 1984 roku, plasując się za Norwegiem Eirikiem Kvalfossem i Peterem Angererem z RFN. Na tej samej imprezie wraz z kolegami z reprezentacji zajął czwarte miejsce w sztafecie. Brał też udział w igrzyskach w Calgary cztery lata później, zajmując dziewiąte miejsce w biegu indywidualnym i piąte w sztafecie.
Przed Zjednoczeniem Niemiec pracował dla Ministerstwa Bezpieczeństwa Państwowego NRD (Stasi). Po Zjednoczeniu pracował jako fizjoterapeuta dla reprezentacji Niemiec w biegach narciarskich.
Jego żona, Carola Anding, reprezentowała NRD w biegach narciarskich.

## Osiągnięcia

### Igrzyska olimpijskie
| Rok  | Miejscowość | Konkurencje | Konkurencje | Konkurencje | Konkurencje | Konkurencje | Konkurencje | Konkurencje |
| Rok  | Miejscowość | IN          | SP          | PU          | MS          | RL          | MR          | SR          |
| ---- | ----------- | ----------- | ----------- | ----------- | ----------- | ----------- | ----------- | ----------- |
| 1984 | Sarajewo    | –           | 3.          | nd.         | nd.         | 4.          | nd.         | –           |
| 1988 | Calgary     | 9.          | –           | nd.         | nd.         | 5.          | nd.         | –           |

### Mistrzostwa świata
| Rok  | Miejscowość | Konkurencje | Konkurencje | Konkurencje | Konkurencje | Konkurencje | Konkurencje | Konkurencje |
| Rok  | Miejscowość | IN          | SP          | PU          | MS          | RL          | MR          | SR          |
| ---- | ----------- | ----------- | ----------- | ----------- | ----------- | ----------- | ----------- | ----------- |
| 1981 | Lahti       | 7.          | 5.          | nd.         | nd.         | 1.          | nd.         | –           |
| 1982 | Mińsk       | 4.          | 17.         | nd.         | nd.         | 1.          | nd.         | –           |
| 1983 | Anterselva  | 8.          | 32.         | nd.         | nd.         | 2.          | nd.         | –           |
| 1985 | Ruhpolding  | 20.         | 7.          | nd.         | nd.         | 2.          | nd.         | –           |
| 1986 | Oslo        | 4.          | 7.          | nd.         | nd.         | 2.          | nd.         | –           |
| 1987 | Lake Placid | 24.         | 2.          | nd.         | nd.         | 1.          | nd.         | –           |

### Puchar Świata

#### Miejsca w klasyfikacji generalnej
| Sezon     | Miejsce |
| --------- | ------- |
| 1979/1980 | ?       |
| 1980/1981 | 7.      |
| 1981/1982 | 2.      |
| 1982/1983 | 9.      |
| 1983/1984 | 12.     |
| 1984/1985 | 22.     |
| 1985/1986 | 3.      |
| 1986/1987 | 7.      |
| 1987/1988 | 34.     |

#### Miejsca na podium chronologicznie
| Lp. | Dzień       | Rok  | Miejscowość | Konkurencja                | Lokata | Pudła   | Czas biegu | Strata  | Zwycięzca           |
| --- | ----------- | ---- | ----------- | -------------------------- | ------ | ------- | ---------- | ------- | ------------------- |
| 1.  | 30 stycznia | 1981 | Ruhpolding  | Bieg indywidualny na 20 km | 3.     | 1       | 1:06:51,0  | +1:32,0 | Klaus Siebert       |
| 2.  | 16 stycznia | 1982 | Egg         | Sprint na 10 km            | 2.     | 0+0     | 33:25,4    | +37,4   | Frank Ullrich       |
| 3.  | 21 stycznia | 1982 | Anterselva  | Bieg indywidualny na 20 km | 2.     | 0+0+0+2 | 1:06:53,6  | +8,9    | Andreas Göthel      |
| 4.  | 23 stycznia | 1982 | Anterselva  | Sprint na 10 km            | 3.     | 0+0     | 31:31,0    | +30,2   | Frank Ullrich       |
| 5.  | 28 stycznia | 1982 | Ruhpolding  | Bieg indywidualny na 20 km | 3.     | ?       | 1:08:10,0  | +3:56,0 | Frank Ullrich       |
| 6.  | 30 stycznia | 1982 | Ruhpolding  | Sprint na 10 km            | 1.     | 0+0     | 36:26,0    | –       | –                   |
| 7.  | 6 marca     | 1982 | Lahti       | Sprint na 10 km            | 1.     | 0+1     | 33:51,4    | –       | –                   |
| 8.  | 14 lutego   | 1984 | Sarajewo    | Sprint na 10 km            | 3.     | 0+0     | 30:53,8    | +16,7   | Eirik Kvalfoss      |
| 9.  | 19 stycznia | 1985 | Oberhof     | Sprint na 10 km            | 3.     | 1+3     | 28:50,8    | +2:05,3 | Frank-Peter Roetsch |
| 10. | 1 lutego    | 1986 | Oberhof     | Sprint na 10 km            | 1.     | 0+0     | 30:58,0    | –       | –                   |
| 11. | 15 marca    | 1986 | Boden       | Sprint na 10 km            | 1.     | 0+0     | 30:52,2    | –       | –                   |
| 12. | 14 lutego   | 1987 | Lake Placid | Sprint na 10 km            | 2.     | 0+2     | 29:49,6    | +49,2   | Frank-Peter Roetsch |
| 13. | 19 lutego   | 1987 | Canmore     | Bieg indywidualny na 20 km | 2.     | 0+1+0+0 | 55:12,7    | +40,0   | Walerij Miedwiedcew |
| 14. | 12 marca    | 1987 | Lillehammer | Bieg indywidualny na 20 km | 1.     | 0+1+0+0 | 54:44,2    | –       | –                   |